# Lassú Lajos
Lassú Lajos (Szempc, 1834. október 13. – Élesd, 1898. július 6.) teológiai doktor, római katolikus esperes-plébános.

## Élete
A gimnáziumot Szentgyörgyön, Pozsonyban és Esztergomban végezte. 1849-ben az esztergomi papnövendékek közé fölvétetvén, a pozsonyi Emericanumba küldték. A bölcseletet 1850-től Nagyszombatban, a teológiát 1853-tól 1855-ig Pesten hallgatta. 1857. július 23-án szerpappá szenteltetett, mire a nagyszombati főgimnázium tanára lett; október 26-án miséspappá szentelték föl. 1863 szeptemberében a pozsonyi főgimnázium hittanára lett, 1865. április 18-tól egyszersmind akadémiai hitszónok. 1867-ben teológiai doktorrá avattatott a pesti egyetemen. 1869. május 2-án a nagysúri plébániát nyerte el; 1865 augusztusában kerületi alesperessé neveztetett ki. A nagysúri plébániát átalakította s az iskolát megnagyobbította; a valtasuri fiókegyházban kápolnát és iskolát építtetett; úgy szintén Nemessúron kápolnát alapított. 1885-től kerületi esperes és tanfelügyelő, 1888-tól főegyházmegyei könyvbíráló, 1890-től szentszéki ülnök, 1892-től zsinati vizsgáló, 1893. november 9-től a nagyszombatvidéki katolikus tanítóegyesület elnöke s 1896-ban pozsonyi kanonok lett. 1898. június 6-án, midőn nővérét volt látogatni Kolozsvárt, útközben Élesden meghalt.
Cikkei a Családi Lapokban (1854. Néhány curoisum Hollós Mátyás királyról és a pálosokról, 1855. Üdvözítőnk testalkata, Tasso Torquato); a pesti növ. papság Munkálataiban (XX. 1856. Pálmaágak a magyar egyháztörténelem kertjéből), a pápai Ifjúsági Plutarchban (III. 1859. Katona István, IV. Pray György, a M. Sajtóban (A szinházakról), az Egyházi Lapokban (1867. Párisi levelek), a M. Koronában (1884. Olasz utam), a Religióban (1887. II. 43. sz. Egy római zarnádoklatról). Írt még a Tanodai Lapokba, Magyar Államba és más lapokba.
Álneve: Szenczi Lajos (a Religióban és Kath. Néplapban).

## Munkái
- Örömviadal, melylyel ő főmagasságát nagy-kéri Scitovszky Jánost ... midőn a megtartott tartományi zsinat ügyében Rómából szerencsésen visszatére, fiúilag üdvözlé a nagyszombati érseki finevelde karácsony hava 3. 1858. Nagyszombat.
- Kegyeletfüzér, melylyel nagy-kéri Scitovszky János a római szent egyház bibornoka esztergomi érsek úr ... ő főmagasságának nov. 6. vagyis pünkösd utáni 21. vasárnapon Esztergomban ünnepelt aranymiséjén legmélyebb fiúi tisztelettel hódolt a nagyszombati érseki pap- és finevelde és a nagy-gymnasium 1859. Uo. (Költemény.)
- Mátyusföldi cipruslombok. Székhelyi id. Majláth György, néhai országbiró temetésén. Pozsony, 1861.
- Nefelejtsek. Uo. 1862. (Költemények.)
- Theses ex universa theologia, quas superatis rigorosis examinibus pro obtinendo doctoris in ss. theologia gradu in alma ac celeberrima regia, literarum universitate Hungarica approbante inclyta facultate theologica publice defendanas suscepit ... die 19. Martii 1867. Uo. 1867.
- Kárpáti viszhang Simor János esztergomi érsek és Magyarország primásának székébe történt ünnepélyes beiktatására. Szerzette Mátyusföldi. Uo. 1867.
- Vágvölgyi hódolat az örök gondviselés nagy irgalmának, a török igából történt szerencsés felszabadulásnak kétszázados emlékünnepén Esztergomban ötszáz vágvölgyi bucsujáró kisérletében bemutatva Mátyusfölditől 1883. okt. 28. Nagyszombat, 1883.
- Esztergomi emlény. Esztergom, 1890. (Megjelent tótul is.)
- Liturgika vagyis a katholikus egyház isteni tiszteletének magyarázata. Családok és népiskolák számára. Uo. 1891.
- Rövid egyháztörténet családok és népiskolák számára. Uo. 1895. (Ism. M. Állam 275. sz.)